# Kepplerburg
Kepplerburg ist ein Ortsteil von Vilkerath in der Stadt Overath im Rheinisch-Bergischen Kreis in Nordrhein-Westfalen, Deutschland. Der Ort liegt oberhalb des Baches Lennefe im nördlichen Teil von Overath an der Grenze zu Lindlar. Kepplerburg gehörte bis 31. Dezember 1974 zur Gemeinde Hohkeppel. 

## Lage und Beschreibung
Der Ort befindet sich im Norden Overaths oberhalb des Lennefetals nahe dem Lindlarer Ortsteil Hohkeppel und ist über einer Zufahrtsstraße von der Landesstraße 84 erreichbar, die auch Griessiefen anbindet.
Bei Kepplerburg liegt ein ehemaliger Ringwall. Auf einem in das Lennefetal reichenden Berg- oder Geländesporn sind heute nur noch die Reste dieser kleinen Befestigung von ca. 110 × 80 m Innenfläche zu erkennen. Sie wird nach Südwesten durch einen Wall mit Graben gesichert, die Wallbreite beträgt etwa 5 m, die Breite des Grabens 4 m. Der Ringwall ist vermutlich etwa Ende 9. oder im 10. Jahrhundert errichtet worden.

„Burg (750 m südwestlich von Hohkeppel über eine Stichstraße), eine Hofanlage aus der Mitte des 19. Jahrhunderts auf T-förmigem Grundriß aus Fachwerkbauten bestehend. Im Waldgebiet westlich des Hofes der Abschnittswall Kepplerburg (auf dem Feldweg hinter der Hofanlage ca. 30 m weiter), auf einem an drei Seiten steil abfallenden Sporn gelegen, kleiner ovaler Ringwall, 150 x 70 m. Zum Bergsattel hin am stärksten ausgeprägt mit Graben, hier 1,3 m hoch. Alter und Funktion sind nicht geklärt, Zusammenhänge mit dem Hohkeppeler Rittersitz werden vermutet.“

## Geschichte
Der Ort wurde erstmals 1550 urkundlich als zur Burch urkundlich erwähnt. Der Name leitet sich von dem nahen Ringwall ab.
Die Topographia Ducatus Montani des Erich Philipp Ploennies, Blatt Amt Steinbach, belegt, dass der Wohnplatz bereits 1715 eine Hofstelle besaß, die als Burg beschriftet ist. Carl Friedrich von Wiebeking benennt die Hofschaft auf seiner Charte des Herzogthums Berg 1789 als Burg. Aus ihr geht hervor, dass der Ort zu dieser Zeit Teil der Honschaft Vellingen im Kirchspiel Hohkeppel war. Der Ort lag nahe der Heidenstraße, einer bedeutenden mittelalterlichen Altfernstraße von Köln über Kassel nach Leipzig. Die heutige Landesstraße 84 folgt der Trasse des alten Höhenwegs Richtung Hohkeppel.
Der Ort ist auf der Topographischen Aufnahme der Rheinlande von 1817 als Burg verzeichnet. Die Preußische Uraufnahme von 1845 zeigt den Wohnplatz unter dem Namen auf d. Burg. Ab der Preußischen Neuaufnahme von 1892 ist der Ort auf Messtischblättern regelmäßig als Burg verzeichnet.
1822 lebten 18 Menschen im als Hof kategorisierten Ort, der nach dem Zusammenbruch der napoleonischen Administration und deren Ablösung zur Gemeinde Hohkeppel der Bürgermeisterei Engelskirchen im Kreis Wipperfürth gehörte. Für das Jahr 1830 werden für den als Hof bezeichneten Ort 38 Einwohner angegeben. Der 1845 laut der Uebersicht des Regierungs-Bezirks Cöln als Hof kategorisierte Ort besaß zu dieser Zeit drei Wohnhäuser mit 25 Einwohnern, alle katholischen Bekenntnisses. Die Gemeinde- und Gutbezirksstatistik der Rheinprovinz führt Kepplerburg 1871 mit vier Wohnhäusern und 34 Einwohnern auf. Im Gemeindelexikon für die Provinz Rheinland von 1888 werden für Kepplerburg vier Wohnhäuser mit 32 Einwohnern angegeben. 1895 besaß der Ort fünf Wohnhäuser mit 29 Einwohnern, 1905 werden vier Wohnhäuser und 21 Einwohner angegeben.
Aufgrund § 10 und § 14 des Köln-Gesetzes wurde 1975 die Gemeinde Hohkeppel aufgelöst und in Lindlar eingemeindet. Dabei wurden einige Ortsteile Hohkeppels in die Gemeinde Overath umgemeindet, darunter auch Burg. Da es bereits einen Ortsteil Burg in Overath gab, erfolgte eine Umbenennung von Burg in Kepplerburg.